# Schron Ďurková
Schron Ďurková (słow. Útulňa Ďurková) – schronisko turystyczne na Słowacji, w Niżnych Tatrach. Znajduje się w górnej części Doliny Łomnistej (Lomnistá dolina), na wysokości 1640 m na południowo-wschodnich stokach szczytu Ďurková (1750 m). Znany jest także pod nazwami Útulňa pod Chabencom lub Chata Ďurková. Pierwotnie w tym miejscu znajdował się stary szałas pasterski, używany przez turystów jako doraźny punkt noclegowy. Stąd na starszych turystycznych mapach oznaczone jest ono jako Salaš pod Chabencom lub Chabenecký salaš. W 2001 r. na miejscu szałasu podjęto budowę obecnego schroniska turystycznego, działające przez cały rok. Budowę prowadziła Regionalna Rada Klubu slovenských turistov (KST) z Bańskiej Bystrzycy, obiektem zarządza oddział KST z miejscowości Jasenie.
Przy marszu głównym grzbietem Niżnych Tatr wolno nocować według regulaminu Parku Narodowego Niżne Tatry (NAPANT-u) tylko w niektórych miejscach. Jednym z nich jest schron Ďurková. Jest on częstym celem przy przejściu głównego grzbietu wschodniej części Niżnych Tatr. Znajduje się na wielkiej hali i jest dobrze widoczny ze szlaku turystycznego wiodącego główną granią Niżnych Tatr. Maksymalnie mogą w nim nocować 33 osoby na materacach oraz do ok. 20 na podłodze. Posiada prycze do spania, stoły, ławy, werandę oraz suchą toaletę. Obok jest dobre i wydajne źródło wody pitnej. Nocleg (z własnym śpiworem) jest płatny (w 2018 r. 5 euro od osoby). Schronisko posiada łączność telefoniczną. Schronisko zaopatrywane jest samochodem, można w nim kupić zupę, herbatę, zwykle również piwo w puszce/.
Schronisko jest dostępne zarówno latem, jak i zimą (dla uprawiających skialpinizm). W przypadku zajęcia wszystkich miejsc noclegowych możliwe jest nocowanie na werandzie, lub rozbicie własnych namiotów obok budynku.

## Szlaki turystyczne

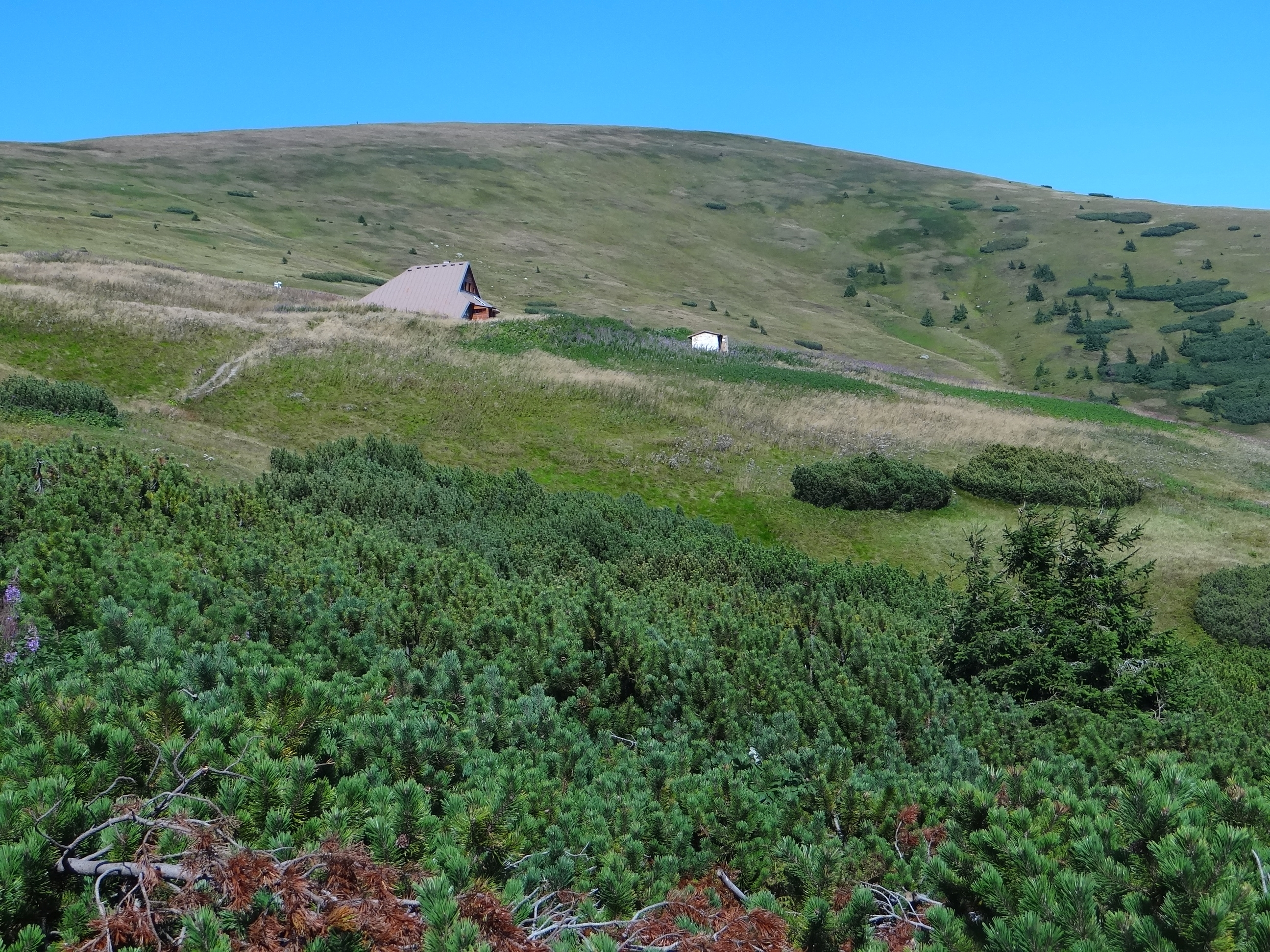
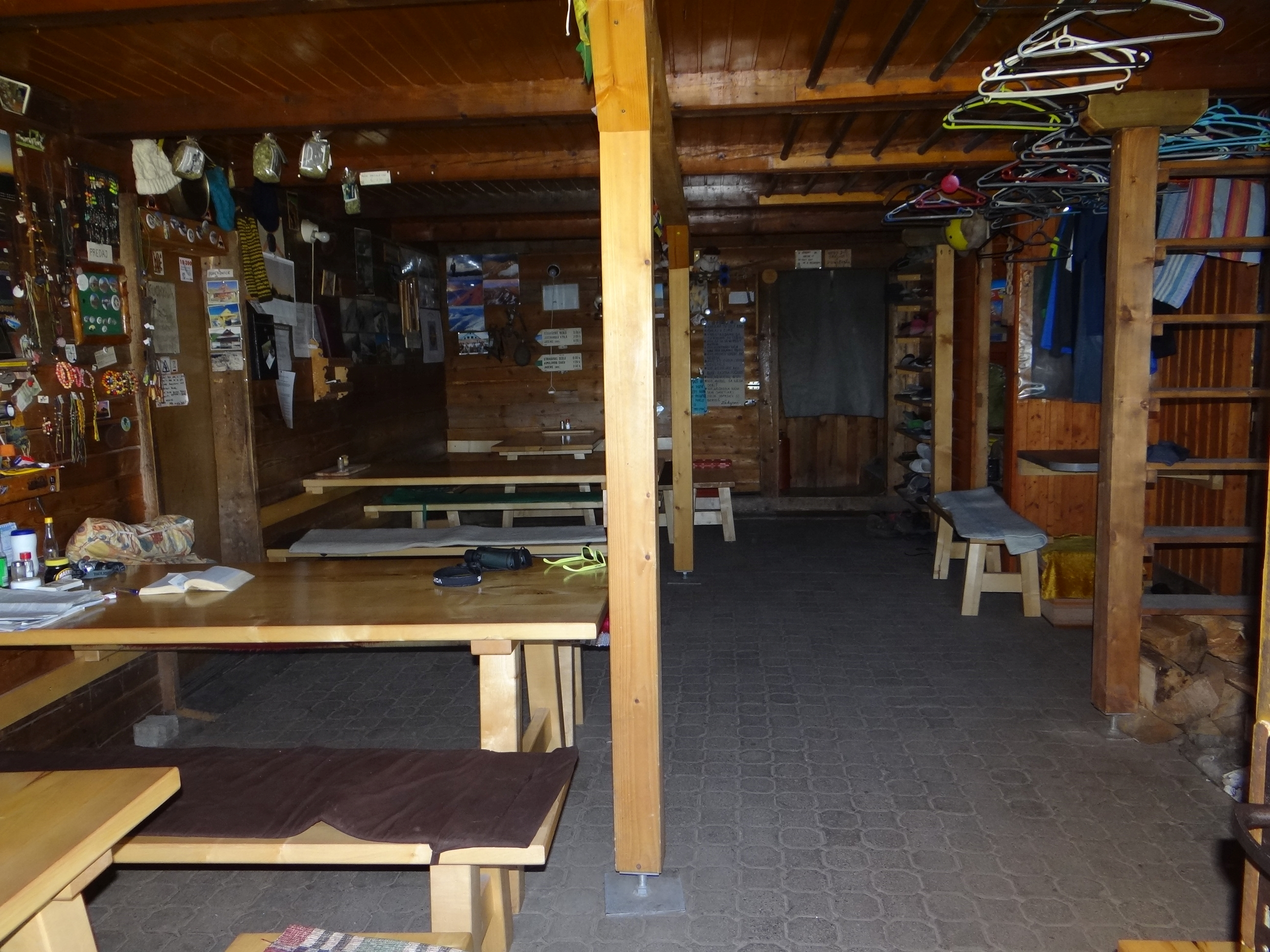
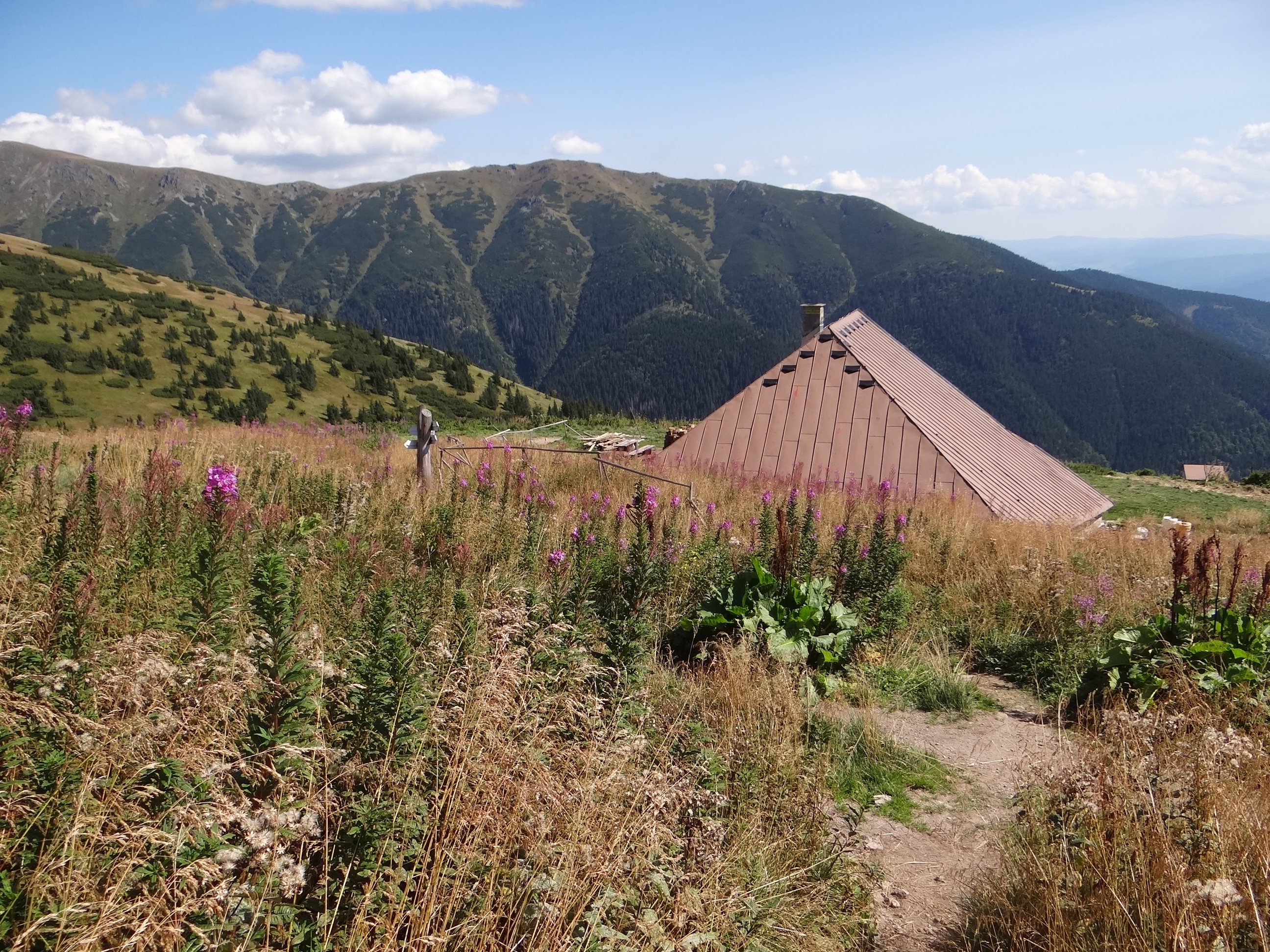

Jasenie – rozdroże Pod Obrštinom – Lomnistá dolina – Asmolovova chata – Struhárske sedlo – schron Ďurková. Deniwelacja 1080 m, odległość 13,9 km, Czas przejścia: 4,25 h, ↓ 3.30 h
  Jasenie, Jasenianská dolina Struhárske sedlo – schron Ďurková. Deniwelacja 1160 m, odległość 14,2 km, Czas przejścia: 4,45 h, ↓ 3.45 h
  schron Ďurková – Malý Chabenec. Deniwelacja 160 m, odległość 0,8 km, Czas przejścia: 30 min, ↓ 15 min
  schron Ďurková – Nad sedlom Ďurkovej (skrzyżowanie z głównym, czerwonym szlakiem graniowym). Deniwelacja 160 m, odległość 0,8 km, Czas przejścia: 30 min, ↓ 15 min
szlak nieoznakowany schron Ďurková – sedlo Ďurkovej. Deniwelacja 120 m, odległość 0,6 km, Czas przejścia: 25 min, ↓ 10 min